# El Faro, Oaxaca
El Faro är en ort i Mexiko.   Den ligger i kommunen San Pedro Teutila och delstaten Oaxaca, i den sydöstra delen av landet, 300 km sydost om huvudstaden Mexico City. El Faro ligger 688 meter över havet och antalet invånare är 448.
Terrängen runt El Faro är huvudsakligen bergig, men österut är den kuperad. Runt El Faro är det glesbefolkat, med 17 invånare per kvadratkilometer. Närmaste större samhälle är San Bartolomé Ayautla, 4,1 km nordväst om El Faro. I omgivningarna runt El Faro växer i huvudsak städsegrön lövskog.